# Gregor Sorger
Gregor Sorger OSB (* 19. November 1906 in Spaichingen als Ludwig Paul Friedrich Sorger; † 15. November 1950 in Manpo/Nordkorea) war ein deutscher Benediktinermönch, der 1950 in Nordkorea umgekommen ist.

## Leben
Sorger, Sohn des Amtsarztes Leopold Sorger, lebte mit seiner Familie in Ehingen, Neu-Ulm, Oberndorf und Rottweil. Nach seinem Abitur in Rottweil begann Sorger ein Studium der Rechtswissenschaften an der Eberhard Karls Universität Tübingen. Ende 1927 trat er der Ordensgemeinschaft der Benediktiner in der Erzabtei Beuron ein. In der Amtszeit von Erzabt Raphael Walzer OSB begann er am 16. Dezember 1927 sein Postulat. In Maria Laach studierte er Philosophie und in Beuron Theologie. Am 29. Juni 1929 legte er seine Ewige Profess ab. Die Priesterweihe empfing er am 5. August 1934 durch den Freiburger Erzbischof Conrad Gröber.
Pater Gregor Sorger war zunächst Sekretär von Prior Hermann Keller OSB in der Klosterverwaltung in Beuron sowie in der Seelsorge tätig. 1937 wurde er als Missionsmönch nach Japan in die Beuroner Neugründung Tonogaoka bei Chigasaki südwestlich von Tokyo entsandt. 1940 wurde das Priorat an die Benediktinerkongregation von St. Ottilien übergeben und organisatorisch der Abtei Tokwon angegliedert. Die Beuroner Mönche hatten wegen der Kriegssituation keine Möglichkeit, nach Beuron zurückzukehren. Sie hatten die Wahl, sich entweder in Brasilien oder in Korea weiterhin in der Mission zu engagieren. Gregor Sorger siedelte 1940 mit drei weiteren Ordensbrüdern in die Abtei Tokwon bei Wŏnsan im seit 1910 japanisch besetzten Korea über, blieb jedoch zeitlebens Konventuale der Beuroner Ordensgemeinschaft. In Tokwon unterrichtete er Deutsch, Englisch und Musik am dortigen Priesterseminar. Zudem war er persönlicher Sekretär von Abtbischof Bonifatius Sauer OSB, dem Begründer der deutschen Benediktinermission in Korea und Abt der Territorialabtei Tokwon.
Nach dem Ende des Zweiten Weltkriegs und der Kapitulation Japans 1945 wurde Tokwon und der Norden Koreas den russischen Truppen unterstellt. Nach der Gründung Nordkoreas kam er 1949 im Koreakrieg mit 17 Ordensbrüdern in kommunistische Gefangenschaft. Nachdem Bonifatius Sauer OSB einer Krankheit erlegen war, wurden die übrigen Klosteroberen sowie die koreanischen Patres erschossen. Die restlichen Ordensbrüder wurden in das Arbeitslager Oksadok gebracht und zusammen mit den Missionsbenediktinerinnen der Abtei Wŏnsan zur Zwangsarbeit herangezogen. Nach einer Verschleppungsaktion erfror Gregor Sorger am 15. November 1950 aufgrund der Haftbedingungen, der Mangelernährung und aus Erschöpfung im Lager Manpo an der chinesischen Grenze.
2009 wurde das Seligsprechungsverfahren eröffnet. Seither haben unzählige Pilger und Besucher der Beuroner Abteikirche an der neu eingerichteten Gedenkstätte durch Anrufung von Pater Gregor für die Beuroner Mönche gebetet.